# Sharan Burrow
Sharan Leslie Burrow (12 de diciembre de 1954) es la secretaria general de la Confederación Sindical Internacional (ITUC) y anterior presidenta del Consejo australiano de Sindicatos (ACTU) (2000-2010). Es la primera mujer en convertirse secretaria general del ITUC desde su fundación en 2006, y fue la segunda mujer en convertirse en presidenta del ACTU.

## Participación temprana en el movimiento laboral australiano
Burrow nació en Warren, Nueva Gales del Sur de una familia con antecedentes fuertes en el movimiento laboral. Se graduó como licenciada de la Universidad de Nueva Gales del Sur en 1976 y convirtió en profesora a principios de la década de 1980, lo cual le permitió formar parte de la Federación de profesores de Nueva Gales del Sur. Más tarde se convirtió en Presidenta del Bathurst Comercios y Consejo de Trabajo. Antes de convertirse en Presidenta del ACTU fue también Presidenta de la Unión de Educación australiana (AEU) en 1992.

## Presidencia del Consejo australiano de Sindicatos
Burrow fue elegida Presidenta del ACTU en mayo de 2000. El acontecimiento público más significativo de su legislatura en el ACTU fue 'Vuestros Derechos en el Trabajo' la campaña contra la legislación de relaciones industriales, WorkChoices del período previo a las elecciones federales de australiana de 2007. En la elección, el gobierno de Howard fue derrotado, y el gobierno entrante de Rudd revoca la legislación WorkChoices y la reemplazó con el Acto de Trabajo Justo de 2009, el cual fue alabado por el ACTU por su restauración y protección de los derechos de muchos trabajadores (como el derecho de organizar y negociar colectivamente) el cual había sido removido por la legislación pasada.
Burrow es una figura significativa en la Organización Internacional del Trabajo (OIT)
En el tiempo de su presidencia en ACTU, el programa político Permiso Parental Remunerado (PPL, por sus siglas en inglés) fue adoptado en Australia, a lo cual ella dijo; esto dará dignidad y respeto a las mujeres trabajadoras.
Burrow continuó como presidente del ACTU hasta el fin de junio de 2010, cuando renunció a su cargo y es elegida secretaria general (i.e. dirigente) de la Confederación Sindical Internacional.

## Participación en el movimiento laboral internacional

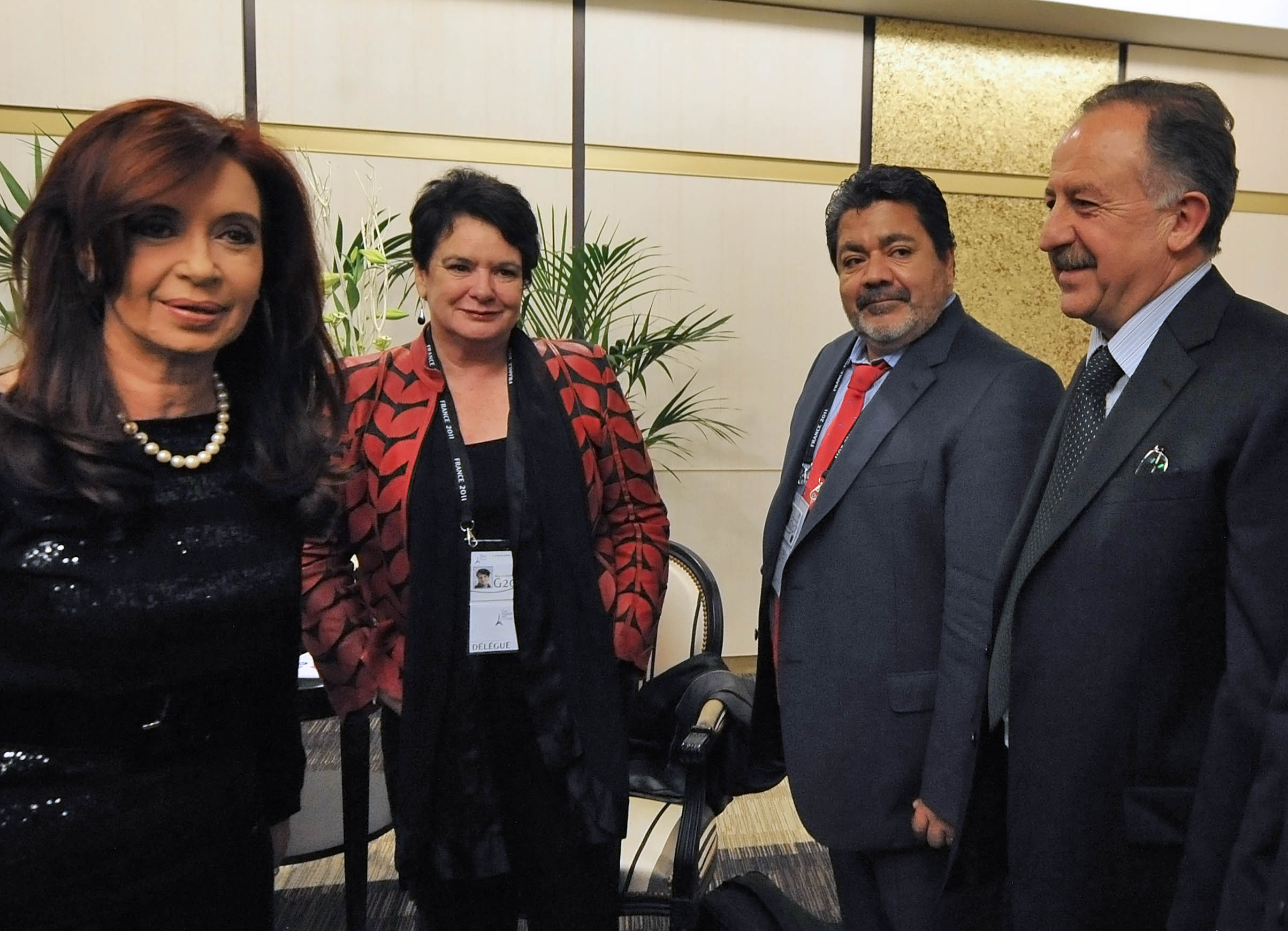
Burrow en una reunión con la Cristina Fernández de Kirchner, presidenta de Argentina, y dos unionistas de aquel país, en Cannes en 2011

Antes de su elección como secretaria general de la Confederación Sindical Internacional el 25 de junio de 2010.
Burrow fue presidenta del ITUC desde su fundación en 2006 hasta su elección como gecretaria general en 2010 y anteriormente había sido la primera mujer en ser presidenta de la Confederación Internacional de Sindicatos Libres (ICFTU), una institución precursora del ITUC, entre 2004 y su absorción al ITUC en 2006.
Reconociendo la importancia de su elección como la primera dirigente mujer de la organización de sindicatos internacional más grande del mundo, en su discurso de aceptación después de convertirse en secretaria general del ITUC, Burrow hizo énfasis en la necesidad de la participación de más mujeres en los sindicatos de trabajo. 

Soy una guerrera por las mujeres y todavía tenemos trabajo para garantizar la inclusión de las mujeres en el lugar de trabajo y en nuestros sindicatos. Las luchas por las mujeres son múltiples: con demasiada frecuencia dentro de sus familias por la independencia, luego en el lugar de trabajo por los derechos y la igualdad de oportunidades, en sus sindicatos por el acceso y la representación y luego como líderes sindicales. Pero la inversión y participación de las mujeres no es solo un mandato moral, es una inversión en democracia y un baluarte contra el fundamentalismo y la opresión. Organizar a las mujeres es y debe seguir siendo una prioridad para la CSI (Confederación Sindical Internacional).
Sharan Burrow

Burrow es también la presidenta actual del Centro Internacional para Derechos de Sindicato (ICTUR).

### Proyecto de Justicia mundial
Burrow sirve como un copresidente honoraria del Proyecto de Justicia Mundial, el cual trabaja para dirigir un esfuerzo global, multidisciplinario para fortalecer la Regla de Ley para el desarrollo de comunidades, de oportunidad y equidad.